# Mario Absalón Alvarado Tovar
Mario Absalón Alvarado Tovar MSC (La Democracia, 20 de setembro de 1970) é padre católico, teólogo e psicoterapeuta guatemalteco. Pertence à Congregação dos Missionários do Sagrado Coração, da qual é o superior geral desde 2017.

## Biografia
Nasceu em La Democracia, Huehuetenango, Guatemala, em 20 de setembro de 1970. Fez os primeiros votos na Congregação dos Missionários do Sagrado Coração em 15 de agosto de 1991 e a profissão solene na mesma data em 1994. Foi ordenado sacerdote em 25 de outubro de 1997.
Pe. Absalón possui mestrado em Teologia assim como doutorado em Psicoterapia. Trabalhou em paróquias da Nicarágua e como professor de Teologia. Foi formador e promotor vocacional e, em 2013, tornou-se superior da Província da América Central.
Em 11 de setembro de 2017, o Capítulo Geral dos Missionários do Sagrado Coração realizado em Roma, Itália, elegeu-o como seu 12º superior geral para um mandato de seis anos. Sucedeu então ao Pe. Mark McDonald, MSC.